# Alfons Amade
Alfons Amade, né le 12 novembre 1999 à Heidelberg en Allemagne, est un footballeur international mozambicain qui joue au poste de milieu défensif.
Il possède également la nationalité allemande.

## Biographie

### En club

#### TSG Hoffenheim
Né à Heidelberg en Allemagne, Alfons Amade est rapidement repéré par l'un des clubs phares de la région, le SV Waldhof Mannheim. En 2010, il part pour le TSG Hoffeinheim où il fera toutes ses classes jeunes jusqu'en 2018. En 2018, il signe son premier contrat professionnel. Malheureusement, il ne rentre pas dans les plans de l'équipe première et se voit prêté pour obtenir plus de temps de jeu.
Lors de la saison 2019-2020, il est prêté à l'Eintracht Brunswick, club de troisième division allemande. Il joue son premier match le 18 août 2019 face au FC Kaiserslautern. Il n'y jouera que cinq matchs.
En 2020, il revint au TSG Hoffenheim et joue son premier match professionnel le 2 mars 2019 lors de la 24e journée de Bundesliga face à l'Eintract Francfort.

#### KV Ostende
Le 20 juillet 2021, il est transféré vers le club belge du KV Ostende. Il joue son premier match le 24 juillet 2021 lors d'une défaite 3-0 contre le RSC Charleroi comptant pour la première journée de Jupiler Pro League. Il marque son premier but 18 septembre 2021 face au Beerschot V.A.

#### Septemvri Sofia
En 2024, il rejoint le Septemvri Sofia où il restera une année.

#### Dunfermline Athletic
Début juillet 2025, il rejoint le club écossais Dunfermline Athletic pour un contrat de deux ans,,.

### En sélection nationale
En décembre 2023, il est retenu dans la liste des vingt-sept joueurs mozambicains sélectionnés par Chiquinho Conde pour disputer la Coupe d'Afrique des nations 2023. Alfons Amade disputera ainsi sa première compétition internationale.